# Organ cerebralny
Organ cerebralny – parzysty narząd zmysłu występujący u wstężnic.
Narząd cerebralny umiejscowiony jest w przedniej części ciała wstężniaków. Występuje on w formie parzystego, workowatego zagłębienia tworzonego przez epidermę pokrywającą ciało wstężniaka. Samo zagłębienie pokrywają komórki gruczołowe i nerwowe. Jego relacja w stosunku do zwoju mózgowego (największego skupienia neuronów w ciele wstężniaka) zależy od taksonu. Może on bezpośrednio przylegać do zwoju, co obserwuje się u wstężniaków z grupy Heteronemertea. Może też łączyć się z rzeczonym zwojem za pomocą nerwu, jak ma to miejsce u Hoplonemertea. Jego budowa różni się u różnych wstężniaków, u niektórych nie występuje wcale, np. nie ma go u pewnych Palaeonemertea w rodzaju Carcinonemertes, Malacobdella oraz u wiodących pelagiczny tryb życia Hoplenemertini. U innych Palaeonemertini cechuje się on prostą budową zwykłego, dochodzącego do podstawy nabłonka kanału, jak np. u Tubulanus. Na drugim biegunie znajdują się przedstawiciele Heteronemertea, tacy jak Cerebratulus czy też Lineus, przodujący wśród wstężniaków w złożoności organu cerebralnego, zaopatrzonego u końców kanałów we wspomniane już komórki gruczołowe i nerwowe, przechodzące w zwój dorsalny, a wręcz tworzące razem z nim jeden większy zwój nerwowy, który otaczają z kolei naczynia krwionośne.
Organ cerebralny pełni dwojaką rolę: jest chemoreceptorem oraz uczestniczy w gospodarce neurohormonalnej.